# ناتسوکی ناگاساوا
ناتسوکی ناگاساوا (انگلیسی: Natsuki Nagasawa؛ زادهٔ ۱۱ ژوئن ۱۹۹۵) بازیکن فوتبال اهل ژاپن است.